# Peristylus densus
Peristylus densus är en orkidéart som först beskrevs av John Lindley, och fick sitt nu gällande namn av Hermenegild Santapau och Zarir Jamasji Kapadia. Peristylus densus ingår i släktet Peristylus och familjen orkidéer. Inga underarter finns listade i Catalogue of Life.